# Heterodoris antipodes
Heterodoris antipodes is een slakkensoort uit de familie van de Arminidae. De wetenschappelijke naam van de soort is voor het eerst geldig gepubliceerd in 1981 door Willan.